# جوسيمار (لاعب كرة قدم، مواليد 1986)
جوسيمار روسادو دا سيلفا تافاريس (18 أغسطس 1986 - 28 نوفمبر 2016) لاعب كرة قدم برازيلي كان يلعب لصالح نادي شابيكوينسي كلاعب خط وسط دفاعي ولقد توفي في يوم 28 نوفمبر 2016 عقب كارثة رحلة خطوط لاميا الجوية 2933.

## روابط خارجية
- جوسيمار على موقع قاعدة بيانات كرة القدم.إي يو (الإنجليزية)
- جوسيمار على موقع Soccerway.com (الإنجليزية)